# Isaksö
Isaksö är en by och en ö i Geta på Åland. Isaksö har 17 invånare (2017) och är cirka 2,35 km² Avståndet från Isaksö till Mariehamn är ca 30 km fågelvägen och ca 45 km längs bilvägar.
Isaksö är via en bro till Hällö i öster och vidare över en vägbank till Finnö förbundet med fasta Åland. I söder finns broförbindelse till Andersö. 
Isaksö gränsar dessutom i norr till Västerfjärden, i nordväst till Lökö, i väster till Äppelö och i sydväst finns Isaksöfjärden.

## Befolkningsutveckling
| Befolkningsutvecklingen i Isaksö 2000–2015 | Befolkningsutvecklingen i Isaksö 2000–2015 | Befolkningsutvecklingen i Isaksö 2000–2015 | Befolkningsutvecklingen i Isaksö 2000–2015 | Befolkningsutvecklingen i Isaksö 2000–2015 |
| ------------------------------------------ | ------------------------------------------ | ------------------------------------------ | ------------------------------------------ | ------------------------------------------ |
|                                            |                                            |                                            |                                            |                                            |
| År                                         |                                            |                                            | Folkmängd                                  |                                            |
| 2000                                       | 2000                                       |                                            | 14                                         |                                            |
| 2005                                       | 2005                                       |                                            | 14                                         |                                            |
| 2010                                       | 2010                                       |                                            | 10                                         |                                            |
| 2015                                       | 2015                                       |                                            | 25                                         |                                            |